# Daffy Duck, cacciatore d'anatre
Daffy Duck, cacciatore d'anatre (Daffy Duck Hunt) è un film del 1949 diretto da Robert McKimson. È un cortometraggio d'animazione della serie Looney Tunes, uscito negli Stati Uniti il 26 marzo 1949.

## Trama
Porky Pig e Barnyard Dawg stanno cacciando le anatre. Daffy Duck si insinua dietro di loro e svuota la polvere da sparo dai loro proiettili, così gli spari di Porky non hanno effetto. Il maialino manda allora Dawg a prendere Daffy, e il cane decide di ingannarlo dicendogli che Porky lo torturerà se non torna con un'anatra. Daffy lascia quindi che il cane lo "catturi" e lo riporti da Porky. Una volta tornati a casa, Porky mette Daffy nel congelatore e va a dormire. Dawg tira fuori Daffy dal congelatore ma gli impedisce di andarsene dalla casa, così il papero fa un gran baccano e salta in bocca al cane proprio mentre Porky viene a vedere di che si tratta. Porky pensa che Dawg stia cercando di rubare Daffy, così picchia il cane e rimette Daffy nel congelatore. Dawg riapre il congelatore, Daffy esce e si ripete la stessa scena. Il cane ne ha abbastanza delle buffonate di Daffy e riapre il congelatore, stavolta per ucciderlo con un'ascia. Dopo un inseguimento in casa, uno spazientito Porky minaccia di uccidere Dawg se Daffy non è nel congelatore. Porky apre il congelatore, ma entrambi sono scioccati quando Daffy, vestito da Babbo Natale, salta fuori e inizia a cantare "Jingle Bells", ma Porky si accorge presto che il mese corrente è aprile. Si prepara quindi a usare l'ascia, ma vede su Daffy un bollo con scritto "non aprire fino a Natale"; Daffy afferma che per allora avrà trovato un modo per uscire da quel guaio.

## Distribuzione

### Edizione italiana
Il corto arrivò in Italia direttamente in televisione nel 2003, ma il doppiaggio era stato eseguito alla fine degli anni novanta dalla Angriservices Edizioni e diretto da Massimo Giuliani. Non essendo stata registrata una colonna internazionale, fu sostituita la musica presente durante i dialoghi.

### Edizioni home video

#### VHS
America del Nord
- Daffy Duck's Madcap Mania (1988)
- Looney Tunes: The Collector's Edition - Daffy Doodles (febbraio 2000)

#### Laserdisc
- Duck Victory: Daffy Duck's Screen Classics (1993)

#### DVD
Il corto fu pubblicato in DVD-Video in America del Nord nel quarto disco della raccolta Looney Tunes Golden Collection: Volume 1 (intitolato Looney Tunes All-Stars: Part 2) distribuita il 28 ottobre 2003; il DVD fu pubblicato in Italia il 2 dicembre 2003 nella collana Looney Tunes Collection, col titolo All Stars: Volume 2. Fu inserito anche nel secondo disco della raccolta DVD Looney Tunes Spotlight Collection Volume 1, uscita in America del Nord sempre il 28 ottobre 2003, ristampato il 17 giugno 2014 col titolo Looney Tunes Center Stage: Volume 2.